# Момик
Моми́к (арм. Մոմիկ) (XIII—XIV вв.) — армянский архитектор, мастер по камню и художник. Уроженец Вайоц-Дзора, выпускник Гладзорского университета, ученик замечательного мастера Сиранеса, Момик долгое время работал в Киликии, затем, вернувшись в Армению, получил почётную должность придворного зодчего, скульптора и миниатюриста при дворе князей Орбелянов, владевших Сюникским краем. Многие из творений этого изящного зодчего, такие как церковь Богородицы в Арени (1321 г.), сохранились до наших дней. Но вершина творчества Момика — монастырь Нораванк, служивший кафедрой сюникского митрополита.
Момик один из видных представителей Гладзорской школы армянской миниатюры.

## Галерея
- Нораванк, церковь св. Богородицы, 1339 год
- Арени, церковь св. Богородицы, 1321 год
- Миниатюра, 1302 год
- Скульптура «Бог и Отец» во дворе Нораванка
- Могила Момика

## Легенда о мастере Момике
Момик влюбляется в прекрасную дочь князя Сюняца. Принц обещает выдать девушку замуж за мастера при условии, что Момик сможет построить великолепный храм за короткий срок. Когда строительство монастыря подходило к концу, князь приказал своему слуге во что бы то ни стало помешать Момику выполнить его условие. Слуга тайком взбирается к мастеру, работающему на куполе монастыря, толкает его и сбрасывает вниз. Мастер похоронен на павшем месте, во дворе построенного им монастыря, а строительство купола завершают его ученики.
Однако легенда скорее всего является вымыслом. Первые известные работы Момика датируются 1283 годом (миниатюры в сборнике молитв), а последняя (Нораванк) — 1339 годом. Соответственно, стаж у Момика был как минимум 56 лет и прожил он более 70 лет.